# Eismeerstraße
Die Eismeerstraße (finn. Jäämerentie, früher auch Petsamontie genannt) ist eine Verkehrsverbindung in Finnisch-Lappland. Ursprünglich wurde sie 1931 als 531 Kilometer lange Verbindung von der finnischen Provinzhauptstadt Rovaniemi über Sodankylä und Ivalo zum Eismeerhafen Liinahamari in Petsamo fertiggestellt. Nachdem Finnland infolge des verlorenen Fortsetzungskrieges 1944 Petsamo an die Sowjetunion abtreten musste, ging der Zugang zum Eismeer und damit auch der nördliche Teil der Eismeerstrasse für Finnland verloren. Der Abschnitt der Staatsstraße 4 zwischen Rovaniemi und Ivalo wird immer noch als Eismeerstraße bezeichnet.
Die Eismeerstraße und der Hafen von Liinahamari waren während des Zweiten Weltkriegs in den Jahren 1940–1941 für Finnland und Schweden von besonderer Bedeutung, da sie weder vom Deutschen Reich noch von der Sowjetunion kontrolliert wurden. 